# Xi (lettera)
La xi (Ξ; ξ), è la quattordicesima lettera dell'alfabeto greco. È una delle tre consonanti doppie: risulta dall'unione di una velare (κ, γ oppure χ) e della sibilante sigma (σ, ς). Nel sistema di numerazione greco ha il valore di 60 (con un trattino in alto a destra; col trattino in basso a sinistra, simboleggia invece il numero 60.000). La lettera xi deriva dalla lettera fenicia samekh (𐤎).
Sia nel greco antico classico che nel greco moderno, la lettera Ξ rappresenta il gruppo consonantico /ks/. In alcune varianti locali arcaiche dell'alfabeto greco questa lettera non era presente. Invece, soprattutto nei dialetti di gran parte della Grecia continentale e dell'Eubea, il gruppo /ks/ era rappresentato da Χ (che nel greco classico è chi, usato per /kʰ/). Poiché questa variante dell'alfabeto greco era usata nella Magna Grecia (le colonie greche in Sicilia e nella parte meridionale della penisola italiana), l'alfabeto latino ereditò Χ anziché Ξ come lettera latina che rappresentava il gruppo /ks/ presente anche nella lingua latina.
La lettera greca classica fu adottata nel alfabeto cirillico arcaico come "Ѯ".

## Usi

### Minuscola
La lettera minuscola ξ viene utilizzata come simbolo per:
- Le variabili casuali
- L'equazione della funzione simmetrica della funzione zeta di Riemann in matematica, nota anche come funzione Xi di Riemann
- Un insieme universo nella teoria degli insiemi
- Un numero utilizzato nel resto del teorema di Taylor che rientra tra i limiti a e b
- Un numero utilizzato nelle approssimazioni degli errori per le formule che sono applicazioni del teorema di Taylor, come le formule di Newton-Cotes
- La funzione di massa iniziale in astronomia
- La coordinata x dello spazio computazionale utilizzata nella fluidodinamica computazionale
- L'integrale radiale nell'operatore matrice spin-orbita in fisica atomica.
- Il raggio adimensionale nell'equazione di Lane-Emden
- Il Grado di avanzamento, un concetto di chimica fisica[3] utilizzato spesso nella cinetica dell'ingegneria chimica e nella termochimica

### Maiuscola
La lettera maiuscola Ξ viene utilizzata come simbolo per:
- La funzione Ξ di Harish-Chandra nell'analisi armonica e nella teoria delle rappresentazioni
- La funzione Xi di Riemann nella teoria analitica dei numeri e nell'analisi complessa
- I barioni Xi nella fisica delle particelle
- La funzione di partizione nell'insieme gran canonico in meccanica statistica
- Rimpiazzare la lettera latina E in alcuni loghi.